# Pseudorhaphitoma scitula
Pseudorhaphitoma scitula is een slakkensoort uit de familie van de Mangeliidae. De wetenschappelijke naam van de soort is voor het eerst geldig gepubliceerd in 1884 door E. A. Smith.